# Heroes of Might and Magic 3½: In the Wake of Gods
Heroes of Might and Magic 3½: In the Wake of Gods (alte denumiri Heroes III: In the Wake of Gods sau WoG) este o continuare neoficială a jocului video Heroes of Might and Magic III realizată de fani. Jocul conține artefacte noi, eroi noi, hărți și campanii noi, un editor de hărți îmbunătățit pe baza unui script ERM (de la Event Related Model), un comandant pentru fiecare erou, clădiri noi și multe alte facilități. 

## Schimbări
În această continuare orașele pot fi distruse. După ce orașul este complet distrus - după o scurtă așteptare - poate fi reconstruit ca un nou tip de oraș/rasă. Au fost introduse peste 20 de creaturi/monștri și noi creaturi speciale denumite Reprezentanții Zeului - engleză God's Representatives. Aceștia cresc săptămânal abilitățile eroului atâta timp cât stau în armata eroului. Cu ajutorul scriptului ERM sunt posibile schimbări automate dinamice în cadrul hărții. De exemplu poate fi dat la o parte un lanț de munți pentru ca eroul să ajungă în altă parte, după îndeplinirea unei cereri.